# Pascale Bérubé
Pour les articles homonymes, voir Bérubé.
Pascale Bérubé, née le 8 aout 1983,, est une poétesse québécoise. En 2023, elle fait paraitre chez Triptyque « sa première » livre, Trop de Pascale.

## Biographie
Étudiant le design de mode, Pascale Bérubé se sent frustrée par ce médium au travers duquel elle n'arrive pas à exprimer tout ce qui la traverse. Après avoir découvert le travail d'Élise Turcotte et Karoline Georges, elle se lance alors dans l'écriture.
Pascale Bérubé publie d'abord ses textes sur les réseaux sociaux, et Facebook en particulier, où elle se construit un alter ego « hyperprésent ». Son écriture est alors qualifiée de « trash ».
Dans le cadre du festival du Jamais Lu 2018, elle collabore avec Marjolaine Beauchamp et Mélopée Montminy pour la performance Gateshot.
Après avoir commencé à y travailler en 2019, à l'occasion d'une résidence d'écriture, Pascale Bérubé publie « sa première » livre, Trop de Pascale, dans la collection « Queer » des éditions Triptyque en 2023. L'ouvrage fait partie des cinq finalistes retenus par le jury du Grand Prix du livre de Montréal 2023. En mars 2024, la Ville de Québec, l'Université Laval et le Bureau des Affaires poétiques lui décernent le prix de la poésie Jean-Noël-Pontbriand.

## Œuvre
- Trop de Pascale, Montréal, Triptyque, coll. « Queer », 2023, 130 p.

### Contributions à des ouvrages collectifs
- « Fétichisez-moi les uns les autres », dans Geneviève Morand & Natalie-Ann Roy, Libérer la colère, Montréal, les éditions du remue-ménage, 2018, 208 p., 13 × 19 cm (ISBN 978-2-89091-620-3)
- « Esthétique de l'épuisement », dans Zodiaque, Montréal, La Mèche, 2019, 232 p., 13 × 20 cm (ISBN 9782897070939)
- Stéphanie Roussel (dir.), Pauvreté, Montréal, Triptyque, coll. « Encrages », 2021, 132 p. (ISBN 978-2-89801-122-1)
- « Les bonnes petites soldates », dans Geneviève Morand & Natalie-Ann Roy, Libérer la culotte, Montréal, les éditions du remue-ménage, 2021, 238 p. (ISBN 9782890917460)